# Marie Mävers

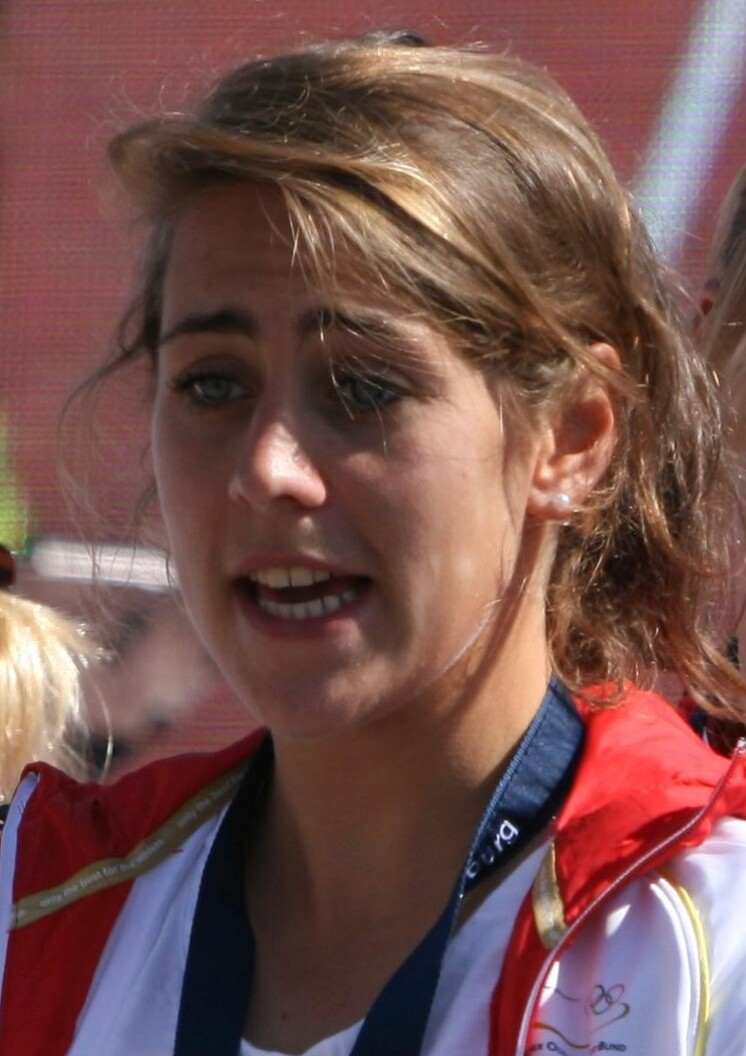
Marie Mävers beim Empfang der Olympioniken 2012 in Hamburg

Marie Mävers (* 13. Februar 1991 in Hamburg) ist eine deutsche Hockeyspielerin.
Mävers war 2009 erstmals in Jugendmannschaften für den Deutschen Hockey-Bund aktiv und wurde auf Anhieb Zweite bei den U18-Europameisterschaften. Am 11. Mai 2010 debütierte die Stürmerin in der deutschen Hockeynationalmannschaft, 2011 und 2012 nahm sie an der Champions Trophy teil, bei der die deutsche Mannschaft 2012 den vierten Platz belegte. 2013 wurde sie mit der Nationalmannschaft Europameister in Holland. Mävers holte 2009, 2015 und 2016 mit ihrer Mannschaft vom UHC die Deutsche Feldhockeymannschaft und 2014 auch den Titel in der Halle. Ihr bisher größter Triumph war der Gewinn der Bronzemedaille bei ihren zweiten Olympischen Spielen in Rio.
Für diesen Erfolg wurde sie gemeinsam mit ihrer Mannschaft am 1. November 2016 mit dem Silbernen Lorbeerblatt geehrt.
Mävers hat 192 A-Länderspiele absolviert und dabei insgesamt 50 Tore (alle Feld) geschossen.(Stand 19. August 2016)
Sie begann beim Rahlstedter Hockey- und Tennisclub und wechselte später zum Uhlenhorster HC, mit dem sie 2009 und 2011 Deutsche Meisterin wurde. Mävers ist Master-Studentin der Information, Medien und Bibliothek an der HAW Hamburg. Im Jahr 2016 schloss sie ihr Bachelor-Studium der Kulturwissenschaften an der Leuphana-Universität Lüneburg ab.